# Cheang Pou-soi
Soi Cheang Pou-Soi (鄭保瑞) (Macao, 11 de julio de 1972) es un director de cine de Hong Kong, asistente de dirección, guionista, supervisor del guion, y actor.

## Filmografía
- The Monkey King 2 (2016)[1]
- Unforgotten (2016)[2]
- SPL II (2015)
- The Monkey King (2014)
- Motorway (2012)
- Accident (2009)
- Shamo (2007)
- Dog Bite Dog (2006)
- Home Sweet Home (2005)
- Hidden Heroes (2004)
- Love Battlefield (2004)
- The Death Curse (2003)
- New Blood (2002)
- Horror Hotline... Big Head Monster (2001) (como Cheang Soi)
- Diamond Hill (2000)